# Republica Capului Verde
Republica Capului Verde (în portugheză Cabo Verde, API: /'kabu 'veɾdɨ/), numită și Republica Capul Verde, este o republică situată în arhipelagul omonim din regiunea Macaronesia din Oceanul Atlantic, în largul coastelor Africii de Vest, la sud de arhipelagul spaniol Gran Canaria. Insulele, anterior deșertice, au fost descoperite de navigatorii portughezi în secolul al XV-lea și au fost colonizate de aceștia. A devenit un stat independent în 1975.

## Istorie
În anul 1455, navigatorul venețian Alvise da Ca'da Mosto, aflat în serviciul Portugaliei, a descoperit Insulele Capului Verde, anterior nelocuite. În 1460, portughezii au întemeiat în arhipelag una dintre primele colonii europene de dincolo de mări. Prin tradiție, insulele au întreținut legături strânse cu Guineea Portugheză (Guineea-Bissau contemporană) de pe țărmul vestic al Africii. Până în 1879, ambele teritorii au fost administrate de la São Tiago.

## Geografie
Un arhipelag aflat în largul țărmului vestic al Africii format din insulele Palmeyra, Boavista, Fogo, Bravo, Maio și Sao Tiago, arhipelag situat la 15 grade și 14 minute latitudine nordică și 23 de grade și 29 de minute longitudine vestică. Distanța de la principala insulă până la cel mai apropiat punct al coastei africane, respectiv orașul Dakkar este de 392 mile, 1542 mile față de Azore, 1193 față de Funchal din Madeira, 3000 de mile față de Haiti, 2070 le despart de Cayenne, capitala Guyanei Franceze, și 1020 mile de Las Palmas din Insulele Canare.

## Climă
| Condiții meteo anuale | Temperatură | Temperatură | Precipitații mm |
| Ianuarie              | 75 °F       | 24 °C       | 5.3mm           |
| Februarie             | 75 °F       | 24 °C       | 3.8mm           |
| Martie                | 77 °F       | 25 °C       | 1.3mm           |
| Aprilie               | 77 °F       | 25 °C       | 0.0mm           |
| Mai                   | 78 °F       | 25 °C       | 0.0mm           |
| Iunie                 | 79 °F       | 26 °C       | 0.0mm           |
| Iulie                 | 81 °F       | 27 °C       | 0.8mm           |
| August                | 84 °F       | 29 °C       | 14.1mm          |
| Septembrie            | 85 °F       | 29 °C       | 33.6mm          |
| Octombrie             | 83 °F       | 29 °C       | 6.5mm           |
| Noiembrie             | 81 °F       | 27 °C       | 2.5mm           |
| Decembrie             | 77 °F       | 25 °C       | 1.6mm           |

## Organizare administrativă

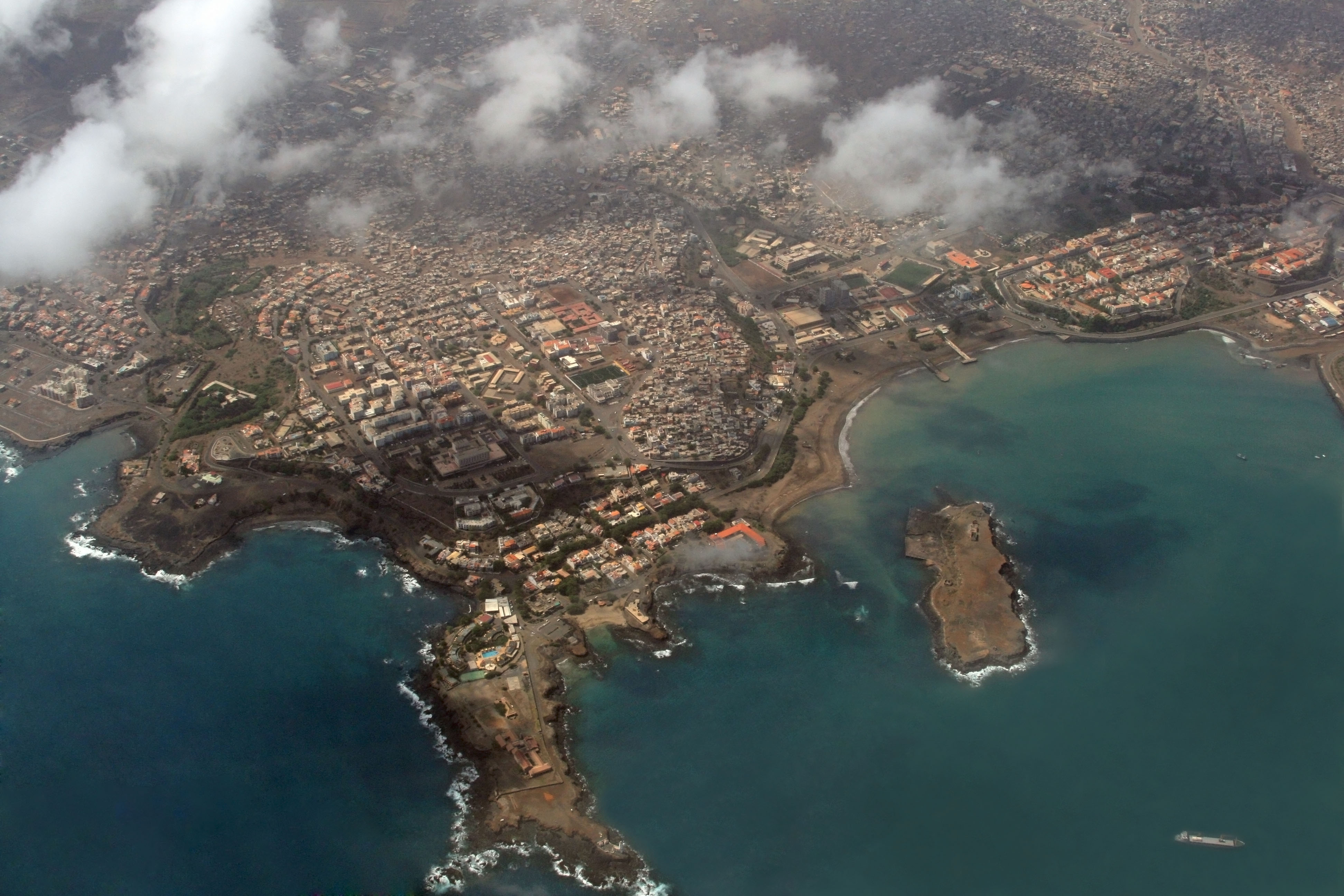
Aerial view of the capital of the archipelago, Praia, on the Insula of Santiago

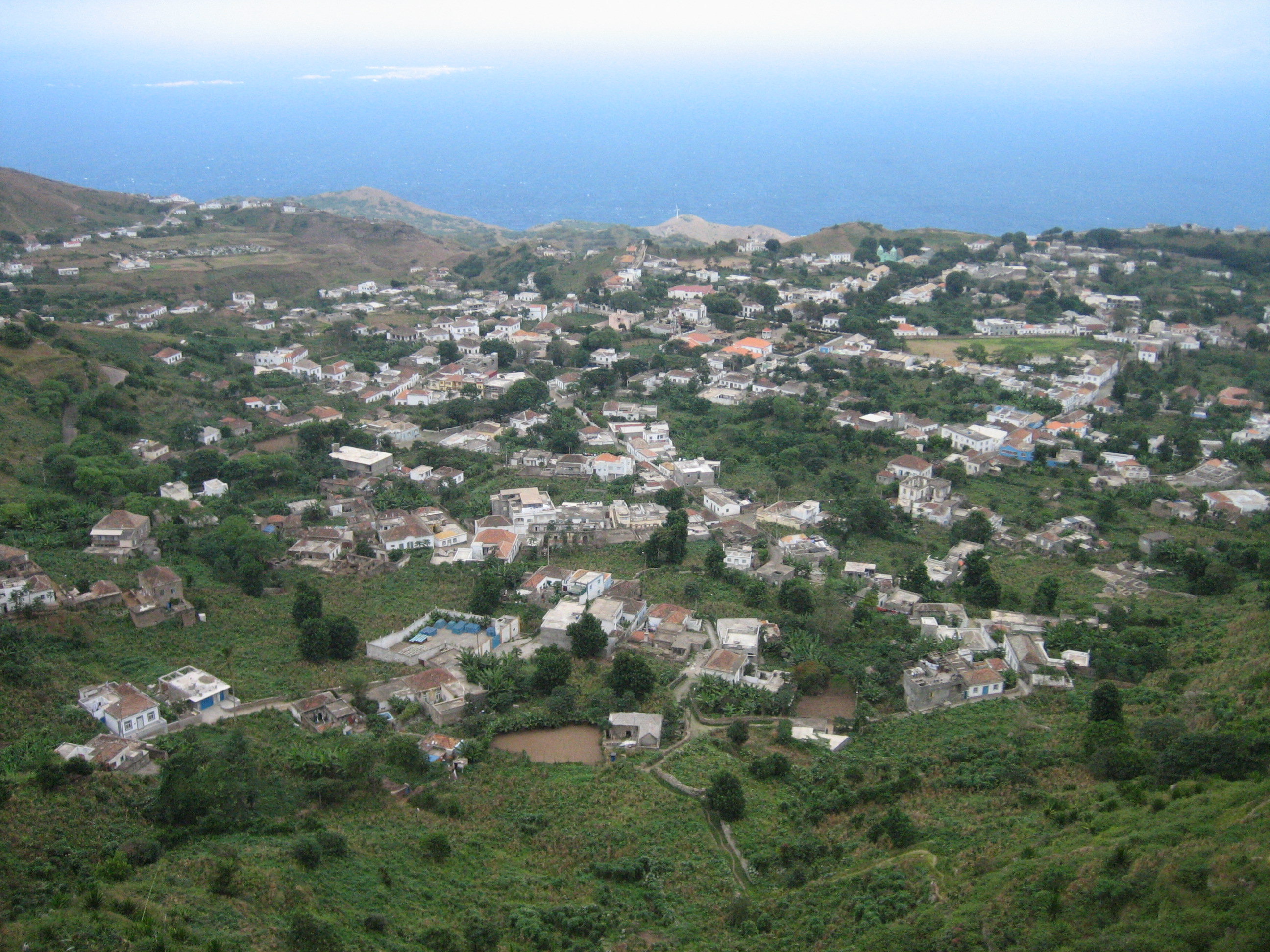
Vista of Nova Sintra, the municipal seat of Brava

Republica Capului Verde este împărțită în 22 de municipalități (concelhos) care sunt alcătuite din 32 de parohii (freguesias). Parohiile au la bază parohiile religioase din perioada colonială:

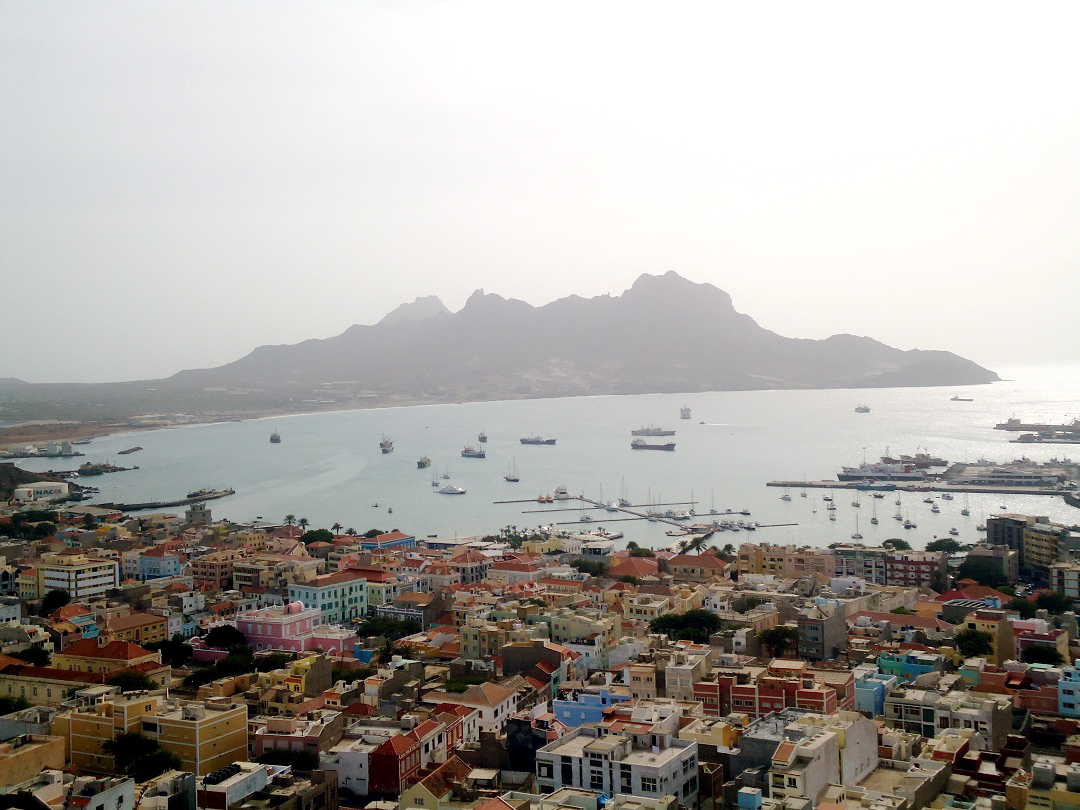
View of downtown Mindelo en Baía do Porto Grande, São Vicente

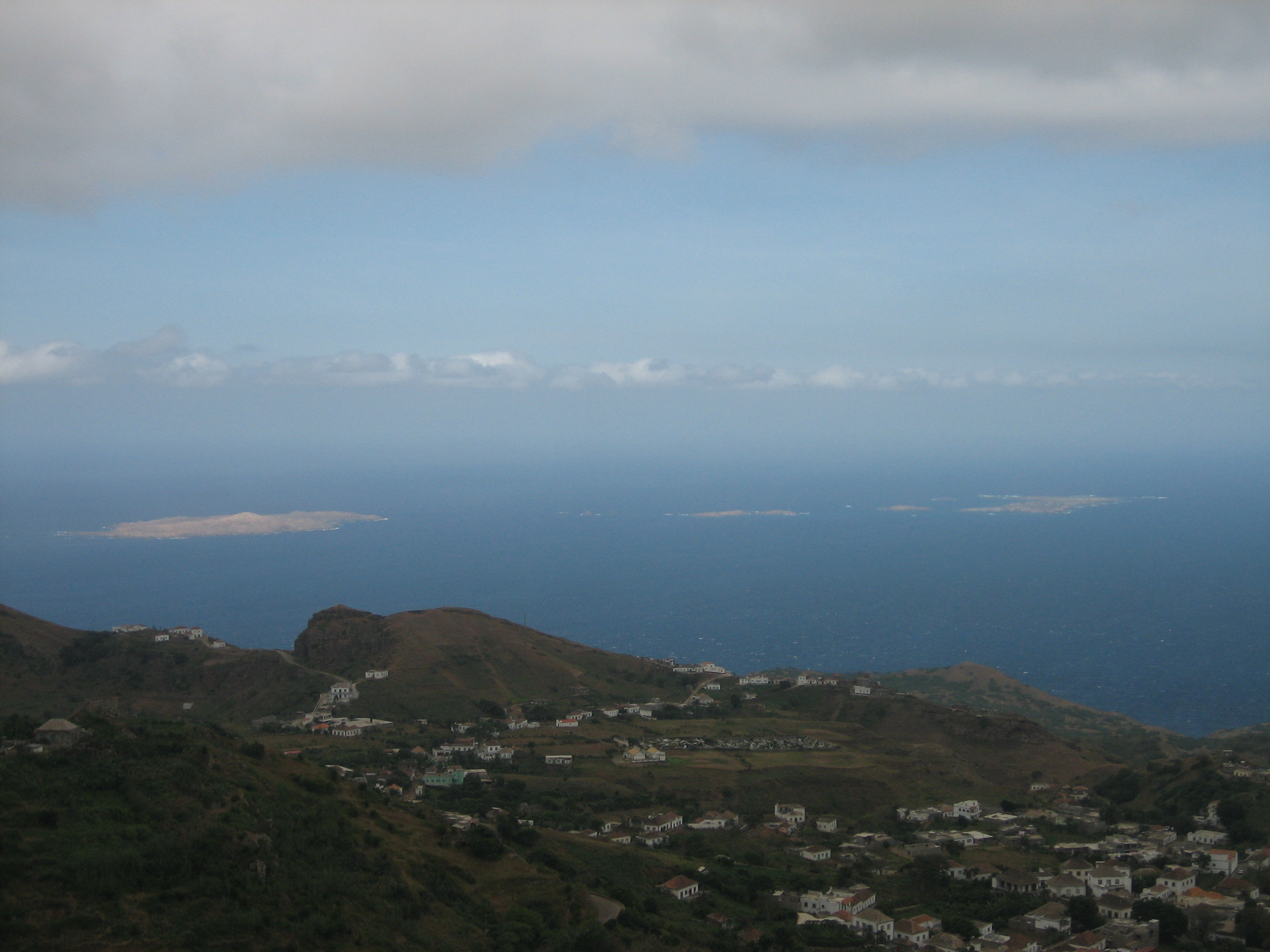
The uninhabited islets Ilhéus Secos or Ilhéus do Rombo as seen from off the coast, with the town of Nova Sintra in the foreground

| Insula      | Municipalitate          | Recens. 2013 | Parohie                     |
| Santo Antão | Ribeira Grande          | 18,890       | Nossa Senhora do Rosário    |
| Santo Antão | Ribeira Grande          | 18,890       | Nossa Senhora do Livramento |
| Santo Antão | Ribeira Grande          | 18,890       | Santo Crucifixo             |
| Santo Antão | Ribeira Grande          | 18,890       | São Pedro Apóstolo          |
| Santo Antão | Paúl                    | 6,997        | Santo António das Pombas    |
| Santo Antão | Porto Novo              | 18,028       | São João Baptista           |
| Santo Antão | Porto Novo              | 18,028       | Santo André                 |
| São Vicente | São Vicente             | 79,374       | Nossa Senhora da Luz        |
| Santa Luzia | São Vicente             | 79,374       | Nossa Senhora da Luz        |
| São Nicolau | Ribeira Brava           | 7,580        | Nossa Senhora da Lapa       |
| São Nicolau | Ribeira Brava           | 7,580        | Nossa Senhora do Rosário    |
| São Nicolau | Tarrafal de São Nicolau | 5,237        | São Francisco               |
| Sal         | Sal                     | 30,879       | Nossa Senhora das Dores     |
| Boa Vista   | Boa Vista               | 9,162        | Santa Isabel                |
| Boa Vista   | Boa Vista               | 9,162        | São João Baptista           |

| Insula   | Municipalitate             | Recens. 2013 | Parohie                    |
| Maio     | Maio                       | 6,952        | Nossa Senhora da Luz       |
| Santiago | Praia                      | 131,719      | Nossa Senhora da Graça     |
| Santiago | São Domingos               | 13,808       | Nossa Senhora da Luz       |
| Santiago | São Domingos               | 13,808       | São Nicolau Tolentino      |
| Santiago | Santa Catarina             | 44,388       | Santa Catarina             |
| Santiago | São Salvador do Mundo      | 8,677        | São Salvador do Mundo      |
| Santiago | Santa Cruz                 | 26,617       | Santiago Maior             |
| Santiago | São Lourenço dos Órgãos    | 7,388        | São Lourenço dos Órgãos    |
| Santiago | Ribeira Grande de Santiago | 8,325        | Santíssimo Nome de Jesus   |
| Santiago | Ribeira Grande de Santiago | 8,325        | São João Baptista          |
| Santiago | São Miguel                 | 15,648       | São Miguel Arcanjo         |
| Santiago | Tarrafal                   | 18,565       | Santo Amaro Abade          |
| Fogo     | São Filipe                 | 22,248       | São Lourenço               |
| Fogo     | São Filipe                 | 22,248       | Nossa Senhora da Conceição |
| Fogo     | Santa Catarina do Fogo     | 5,299        | Santa Catarina do Fogo     |
| Fogo     | Mosteiros                  | 9,524        | Nossa Senhora da Ajuda     |
| Brava    | Brava                      | 6,952        | São João Baptista          |
| Brava    | Brava                      | 6,952        | Nossa Senhora do Monte     |

## Cultură

### Patrimoniu mondial UNESCO
"Cidade Velha" (centrul istoric vechi din orașul Ribeira Grande) a fost înscris în anul 2009 pe lista patrimoniului mondial UNESCO.